# FGI-106
FGI-106 ist ein experimentelles Virostatikum, das gegen Infektionen mit verschiedenen RNA-Viren verwendet wird und zur Gruppe der Chinoline gehört.

## Eigenschaften
FGI-106 ist wirksam gegen Bunyaviridae (Rifttalfieber-Virus), Flaviviridae (Dengue-Virus) und Filoviridae wie das Ebolavirus durch Hemmung des Zelleintritts der Viren (Entry-Inhibitor).